# Acridocarpus congestus
Acridocarpus congestus är en tvåhjärtbladig växtart som beskrevs av Georg Oskar Edmund Launert. Acridocarpus congestus ingår i släktet Acridocarpus och familjen Malpighiaceae. Inga underarter finns listade i Catalogue of Life.